# 马里瓦拉·波佩斯库
马里瓦拉·波佩斯库（羅馬尼亞語：Marioara Popescu，1962年11月9日—），罗马尼亚女子赛艇运动员。她曾代表罗马尼亚参加1984年、1988年和1996年夏季奥林匹克运动会赛艇比赛，获得二枚金牌。